# Благодать (Липецкая область)
Благода́ть — деревня Богородицкого сельсовета Добринского района Липецкой области, на реке Плавица.

## Название
В конце XVIII в. среди помещиков распространилась мода давать вновь поселенным деревням красивые и вычурные названия типа Приволье, Раздолье, Отрада. Название д. Благодать — следствие этой моды.

## История
Возникла как крепостное селение в конце XVIII в. В 1862 г. имела 29 дворов.

## Население
| 2010 |
| ---- |
| 199  |